# Percival Bailey
Pour les articles homonymes, voir Bailey.
Percival Sylvester Bailey, né le 9 mai 1892 et mort le 10 août 1973 est un neurologue, neuropathologiste, neurochirurgien et psychiatre américain.

## Sa carrière résumée
Originaire d'une région rurale du sud de l'Illinois, il se destine d'abord au métier d'instituteur de campagne, après avoir obtenu une bourse pour étudier à l'école normale la plus proche, le Southern Illinois State Teachers College de Carbondale. Mais un de ses professeurs, une Anglaise nommée Martha Buck, qui enseigne la grammaire et l'étymologie, remarque ses aptitudes et persuadée qu'il peut viser une carrière plus ambitieuse elle l'aide à obtenir une bourse pour étudier la médecine à  l'Université de Chicago en 1912. Par la suite, il oriente vers la neurologie et en 1918, il est diplômé de l'université Northwestern à Evanston (Illinois). En 1919, il devient l'adjoint de Harvey Cushing (1869-1939) au Peter Bent Brigham Hospital de Boston. En 1928, il devient chef du département de neurochirurgie à l'Université de Chicago. En 1939 il est professeur de neurologie et de chirurgie neurologique à l'Université de l'Illinois. À partir de 1951 il est directeur de l'Institut psychiatrique d'état de l'Illinois.

## Ses principaux travaux
Percival Bailey est connu pour sa collaboration avec Harvey Cushing, et son important travail de  classification des tumeurs cérébrales un domaine où avant lui régnait encore la  confusion. Entre 1922 et 1925, Bailey réalise une série d’études pathologiques et histologiques complète sur les tumeurs cérébrales, et crée un système de classement en treize catégories fondé sur les types cellulaires. En 1927, il réduit le nombre de catégories à dix.
En 1925, Bailey identifie une nouvelle variété de gliome du cervelet qui survient habituellement dans l'enfance et lui donne, dans un article important qu'il signe avec Cushing, le nom de médulloblastome. On doit aussi à ces deux mêmes auteurs l'invention du terme « hémangioblastome » pour désigner une autre variété de tumeur cérébelleuse.
Avec Paul Bucy (1904-1992), Bailey investigue la structure des tumeurs intracrâniennes et des méninges. Les deux chercheurs identifient une variété particulière de tumeur (maintenant connue sous le nom d'oligodendrogliome) qui se développe à partir des oligodendrocytes. Avec Gerhardt von Bonin (1890-1979), Bailey est l'auteur de deux ouvrages, « Le néocortex chez Macaca mulatta » et « L'isocortex chez l'homme » qui donnent une description précise de la cytoarchitecture du cortex cérébral.
En tant que psychiatre, Bailey a âprement critiqué la psychologie freudienne, qu'il jugeait trop spéculative et non scientifique. En 1965, il publie un livre sur Freud intitulé « Sigmund the Unserene : a tragedy in three acts. ». Ce livre a été traduit en français par M.P. et Y. Martin sous le titre « Sigmund le tourmenté. Une tragédie en trois actes ». Cette traduction préfacée par le professeur T. Alajouanine est parue en 1972 aux éditions de la Table ronde.

## Source
- (en) Cet article est partiellement ou en totalité issu de l’article de Wikipédia en anglais intitulé « Percival Bailey » (voir la liste des auteurs).